# Cancer Radiothérapie
Cancer Radiothérapie, abgekürzt Cancer Radiother., ist eine wissenschaftliche Fachzeitschrift, die vom Elsevier-Verlag veröffentlicht wird. Die Zeitschrift ist ein offizielles Publikationsorgan der Société française de radiothérapie oncologique (SFRO) und erscheint mit sechs Ausgaben im Jahr.
Der Impact Factor lag im Jahr 2016 bei 0,93. Nach der Statistik des ISI Web of Knowledge wird das Journal mit diesem Impact Factor in der Kategorie Onkologie an 208. Stelle von 217 Zeitschriften und in der Kategorie Radiologie, Nuklearmedizin und medizinische Bildgebung an 82. Stelle von 125 Zeitschriften geführt.